# Guatlla roquera
La guatlla roquera (Perdicula argoondah) és una espècie d'ocell de la família dels fasiànids (Phasianidae) que habita semideserts i garrigues de l'Índia.